# Rhytidoponera crassinoda
Rhytidoponera crassinoda é uma espécie de formiga do gênero Rhytidoponera.